# 長谷瞳
長谷 瞳（はせ ひとみ、1979年5月10日 - ）は、日本の女性声優。北海道札幌市生まれ、渡島地方（函館市近郊）育ち。慶應義塾大学文学部卒業。
2015年6月より、三木プロダクション所属。以前はマウスプロモーションに所属。

## 経歴
2003年、マウスプロモーション付属養成所に入所し、2005年、マウスプロモーションに所属となったが、2014年より長らくフリーで活動していた。

## 出演作品

### テレビアニメ
2005年
- 南の島の小さな飛行機 バーディー（ベリンダ）

2006年
- NARUTO -ナルト-（アカデミーの生徒）
- 無敵看板娘（看護婦）

2007年
- 獣神演武 HERO TALES（子供、女官）
- もやしもん（母）

2008年
- スティッチ!（タカ）

2009年
- アラド戦記 〜スラップアップパーティー〜（ジャック・O・ランタン、男の子A）
- スティッチ! 〜いたずらエイリアンの大冒険〜（タカ、ブーグー）

2010年
- スティッチ 〜ずっと最高のトモダチ〜（ブーグー）

2012年
- スティッチと砂の惑星（ブーグー）
- 戦国コレクション（清水くん[8]）

2015年
- スティッチ! パーフェクト・メモリー（ブーグー）

### ゲーム
2000年
- 冒険時代活劇ゴエモン（ハクラン）

2004年
- 解決!オサバキーナ（トレーシー）
- planetarian 〜ちいさなほしのゆめ〜
- モンスターハンター2

2006年
- クッキングママ（アメリカ・ロシアのおともだち）
- 天地の門2 武双伝

2007年
- ひぐらしのなく頃に祭
- ルパン三世 ルパンには死を、銭形には恋を

2008年
- 装星機ガジェットロボ（風守カイト、シオンリンツァー）
- 乃木坂春香の秘密 こすぷれ、はじめました♥

2010年代
- ペルソナ5 ザ・ロイヤル（2019年）

### ドラマCD
2006年
- 花嫁は翡翠に奪われる（今村紗友美）

### CM
- 花王　ラジオ
- 上毛新聞　マイホームフェア
- スヌーピーイベント

### 吹き替え
- アーサーとミニモイの不思議な国
- ウォルト・ディズニーのサンタクローズ3/クリスマス大決戦!
- S.A.S. 英国特殊部隊（アイーシャ／ダイヤー夫人）
- おさるのジョージ
- カンフーパンダ（うさぎの母）
- クイア・ダック ザ・ムービー（ロンドン少年 他）
- グッド・モーニング ミッキー
- クリミナル・マインド2 FBI行動分析課 #5、17
- クリミナル・マインド4 FBI行動分析課（スタンリー） #22
- コールドケース2（若いアリエル）
- JUST FOR KICKS（コール）
- 笑傲江湖（儀真）
- スイート・ライフ（コーディー（コール・スプラウス））
- スイート・ライフ オン・クルーズ（コーディー（コール・スプラウス））
- スイート・ライフ/ザ・ムービー（コーディー）
- スタジオDC:オールスター・ライブ（コール・スプラウス）
- チョーク・ゾーン（ベロンママ 他）
- デスパレートな妻たち（グレース）
- 突然!サバイバル（ジョリー）
- 夏の香り
- 22世紀ファミリー ～フィルにおまかせ～
- ハンコック（女性4）
- B型の彼氏
- ベッドタイム・ストーリー
- LOST（ジャックの少年時代）
- レイダース/失われたアーク《聖櫃》 ※WOWOW版

### ボイスオーバー
- イージーシェイパー
- ジェマジック
- ターボマジック
- 美の巨人たち　―ジョルジュ・ド・ラトゥール―（懺悔室の少年）
- ユニセフ　子供白書2001

### ラジオドラマ
- VOMIC 現代都市妖鬼考 霊媒師いずな 〜the spiritual medium〜（被害女性）